# Championnat des Fidji de football 2003
Navigation
Saison précédente Saison 2005
La saison 2003 du Championnat des Fidji de football est la vingt-septième édition du championnat de première division aux Fidji. Les dix meilleures équipes du pays, plus l'équipe des Fidji olympique sont regroupées au sein d'une poule unique, où elles s'affrontent deux fois, à domicile et à l'extérieur. À la fin du championnat, le dernier du classement dispute un barrage de promotion-relégation face au champion de Premier Division, la deuxième division fidjienne. 
C'est l'équipe des Fidji olympique qui remporte la compétition après avoir terminé en tête du classement final, avec deux points d'avance sur le tenant du titre, Ba FC et treize sur Rewa FC. Cependant, ce titre a été contesté par Ba FC qui s'est vu retirer une victoire face à la sélection olympique (et donc le titre national) pour une raison indéterminée. Après de nombreux recours, la fédération fidjienne décerne finalement le titre à Ba à la suite de la disparition de l'équipe olympique du championnat. Ba FC est donc sacré pour la onzième fois de son histoire.

## Les clubs participants
| - Ba FC - Lautoka FC - Navua FC - Rewa FC - Suva FC - Fidji olympiques | - Labasa FC - Nadi FC - Nadroga FC - Tavua FC - Nasinu FC |

## Compétition
Le barème utilisé pour établir les différents classements est le suivant :
- Victoire : 3 points
- Match nul : 1 point
- Défaite : 0 point

### Classement
| Rang | Équipe           | Pts | J  | G  | N | P  | Bp | Bc | Diff |
| ---- | ---------------- | --- | -- | -- | - | -- | -- | -- | ---- |
| 1    | Fidji olympiques | 49  | 20 | 15 | 4 | 1  | 48 | 11 | +37  |
| 2    | Ba FCT           | 47  | 20 | 15 | 2 | 3  | 57 | 12 | +45  |
| 3    | Rewa FC          | 36  | 20 | 10 | 6 | 4  | 48 | 20 | +28  |
| 4    | Lautoka FC       | 31  | 20 | 9  | 4 | 7  | 34 | 29 | +5   |
| 5    | Nadi FC          | 29  | 20 | 8  | 5 | 7  | 37 | 31 | +6   |
| 6    | Labasa FC        | 25  | 20 | 6  | 7 | 7  | 27 | 27 | 0    |
| 7    | Suva FC          | 22  | 20 | 5  | 7 | 8  | 19 | 31 | -12  |
| 8    | Navua FC         | 21  | 20 | 6  | 3 | 11 | 15 | 43 | -28  |
| 9    | Tavua FCC        | 19  | 20 | 5  | 4 | 11 | 23 | 48 | -25  |
| 10   | Nadroga FC       | 16  | 20 | 4  | 4 | 12 | 18 | 41 | -23  |
| 11   | Nasinu FC        | 11  | 20 | 3  | 2 | 15 | 20 | 53 | -33  |

|  | Champion des Fidji 2003                               |
|  | Participation au barrage de promotion-relégation      |
|  | T: Tenant du titre C: Vainqueur de la Coupe des Fidji |

### Barrage de promotion-relégation
| Équipe 1  | Résultat | Équipe 2         | Aller | Retour |
| --------- | -------- | ---------------- | ----- | ------ |
| Nasinu FC | 3 - 1    | (D2) Rakiraki FC | 3 - 1 | -      |

- Le résultat du match retour n'est pas connu mais on sait que les deux clubs se maintiennent dans leurs championnats respectifs.

## Bilan de la saison
| Championnat des Fidji de football 2003                             |                   |
| Champion                                                           | Ba FC (11e titre) |
| Coupes et trophées                                                 |                   |
| Vainqueur de la Coupe des Fidji 2003                               | Navua FC          |
| Promotions et relégations                                          |                   |
| Promus en Championnat des Fidji de football                        | Aucun             |
| Relégués en Championnat des Fidji de football de deuxième division | Aucun             |